# TV조선 뉴스와 날씨
《TV조선 뉴스와 날씨》는 종합편성채널 TV조선의 마감 뉴스 프로그램이다.

## 그 외 TV조선 뉴스 프로그램
- 모닝 뉴스쇼 깨
- TV조선 뉴스와 생활경제
- TV조선 정오뉴스
- 뉴스와이드 참
- TV조선 뉴스 (430)
- TV조선 뉴스 날
- TV조선 스포츠뉴스